# Vouillé, Vienne
Vouillé är en kommun i departementet Vienne i regionen Nouvelle-Aquitaine i västra Frankrike. Kommunen ligger i kantonen Vouillé som tillhör arrondissementet Poitiers. År 2022 hade Vouillé 3 707 invånare.

## Befolkningsutveckling
Antalet invånare i kommunen Vouillé
| Referens: INSEE |